# Jan Deszcz
Jan Deszcz (ur. 20 czerwca 1918 w Pittsfield USA, zm. 15 marca 2003 w Krakowie) – polski lekarz, społecznik, jeden z pierwszych realizatorów idei hospicyjnej w Polsce.

## Życiorys
Urodził się w USA. W 1920 roku rodzina wróciła do Polski i zamieszkała w Wietrzychowicach. Uczył się w I Państwowym Gimnazjum im. K. Brodzińskiego w Tarnowie, które ukończył w 1937 roku. Przed wojną ukończył dwa lata studiów na Wydziale Lekarskim UJ, ale naukę przerwała wojna. W czasie II wojny światowej żołnierz BCH i AK ps. „Wacek”. Zabezpieczał od strony medycznej operację III Most. Po wojnie wrócił na studia na Uniwersytecie Jagiellońskim i w latach 1945–1947 był prezesem samopomocowej organizacji studenckiej „Bratnia Pomoc”. Podczas protestu studenckiego w 1946 roku jako prezes Bratniej Pomocy UJ starał się nie dopuścić do zamieszek rozmawiając z przedstawicielami Urzędu Bezpieczeństwa i nawołując studentów do rozejścia się. Po południu wraz z przedstawicielami władz uczelni przyjechał do II Domu Akademickiego tuż po przeprowadzonych tam aresztowaniach i wziął udział w prowadzonej tam przez funkcjonariuszy UB rewizji. Przesłuchiwany zeznawał na korzyść aresztowanych, za co został w czerwcu 1946 roku aresztowany. W jego obronie interweniował rektor UJ i przedstawiciele Bratniej Pomocy zarówno u wojewody, jak i w WUBP. Został zwolniony dopiero 21 czerwca po spotkaniu prezesów Bratnich Pomocy i reprezentantów uczelni z premierem Osóbką-Morawskim w Krakowie. Podczas dyskusji studenci żądali uwolnienia J. Deszcza. Po interwencji premiera został on tego samego dnia zwolniony.
Absolutorium uzyskał w 1947 roku, a półtora roku później obronił dyplom. W 1950 roku otrzymał zakaz przebywania w Krakowie. Wyjechał do Gliwic, gdzie pracował w szpitalu miejskim na Oddziale Chirurgii Ogólnej i Urazowej. W 1952 roku uzyskał specjalizację I stopnia w zakresie chirurgii ogólnej. W 1953 roku przyjechał do Nowej Huty i podjął pracę w poradni chirurgicznej przy Kombinacie Metalurgicznym. Po otwarciu w marcu 1954 roku szpitala im. Żeromskiego pracował na oddziale chirurgicznym. Gdy po 12 latach powstał oddział chirurgii urazowej został jego ordynatorem. Funkcję tę pełnił do 1990 roku. W 1957 roku uzyskał specjalizację II stopnia w zakresie chirurgii, a następnie specjalizację II stopnia z chirurgii urazowej.
Działał w Związkach Zawodowych, w Radzie Ordynatorów (w 1980 roku jako jej dziekan).
Założyciel Hospicjum św. Łazarza w Krakowie i polski przeor Zakonu Rycerzy św. Łazarza z Jerozolimy (tzw. Przeoratu Polski obediencji paryskiej) (od 1994 do 2003). Od 1990 był kawalerem Wielkiego Krzyża (GCLJ) tego rycerskiego zakonu.
„Współczesny Judym” – tak mówili o nim pacjenci. Leczył bezinteresownie ubogich mieszkańców Nowej Huty nie przyjmując zapłaty za wizyty domowe.
Pochowany na cmentarzu Kraków-Podgórze.
Miał pięć córek: Annę Deszcz-Thomas (Francja) i Marię Deszcz-Pan (USA), Katarzynę, Janinę i Jadwigę.

## Odznaczenie
- 1997 srebrny Medal Cracoviae Merenti[3]
- 1989: Krzyż Oficerski Orderu Odrodzenia Polski[14]

## Upamiętnienie
- Jego imię nosiło istniejące w latach 2011–2017 Publiczne Gimnazjum im. Jana Deszcza w Miechowicach Wielkich[15].